# شهرستان جیزه
شهرستان جیزه (به لاتین: Jize County) یک منطقهٔ مسکونی در چین است که در هاندان واقع شده‌است. شهرستان جیزه ۳۳۷ کیلومتر مربع مساحت و ۲۵۰٬۰۰۰ نفر جمعیت دارد و ۳۷ متر بالاتر از سطح دریا واقع شده‌است.